# Михаило Тарханиот
Михаило Палеолог Тарханиот (средњегрчки: Μιχαήλ Παλαιολόγος Ταρχανειώτης), био је византијски аристократа и генерал из друге половине 13. века, који је учествовао у ратовима Византије против Турака у Малој Азији и против Анжујаца на Балкану од 1278. до своје смрти 1284. године.
Михаило Тарханиот је био син Нићифора Тарханиота, великог доместика никејског цара Јована III Дуке Ватаца, и протостраторке Марије Палеолог, старије сестре цара Михаила VIII Палеолога. Његова породица је подржала ступање на трон цара Михаила VIII Палеолога 1259. године, за шта је нови цар наградио Михаила и његову браћу: они су примљени да живе у царској палати, а Михаило и његов брат Андроник добили су, почасне, високе титуле протовестијара и великог конетабла. Трећи брат Јован је постао генерал. Арсенити су око 1265. године, постали мајка Михаила Тарханиота, његова сестра Теодора и његов брат Јован – следбеници свргнутог патријарха Арсенија Ауторијана, око чије личности се ујединила моћна православна опозиција против цареве проунијатске политике. Међутим, Михаило, који је раније био царев миљеник, остао је једини члан породице који је отворено подржавао црквену политику цара Михаила VIII Палеолога.
Михаило се први пут појављује у историјским хроникама у вези са његовим учешћем у походу против Епирске деспотовине 1262. године, под командом његовог ујака севастократора Јована Палеолога. Године 1278. Михаило Тарханиот, већ унапређен у чин великог доместика, пратио је свог рођака, цара - савладара Андроника II Палеолога (1282 – 1328), у његовом походу против Турака у Малој Азији. Као резултат овог успешног похода, Турци су потиснути преко реке Меандера. По наређењу цара Андроника II, Михаило је обновио, утврдио и поново населио град Тралус, који је млади владар намеравао да преименује у своју част Палеологополис. Међутим, неколико година касније град, који је био слабо снабдевен водом, опседао је и заузео емир Ментешеа.
У пролеће 1281. године, Михаило Тарханиот је повео византијску војску у помоћ граду Берату у Албанији, који је опседала војска краља Карла I Анжујског. Тарханиотова војска је упала у заседу анжујског команданта Хуга де Сулија и анжујска војска је уништена. У част ове победе, по повратку Михаила у престоницу, у Цариграду је одржана тријумфална поворка и понуђена му је титула цезара, коју је он одбио. Године 1283/1284 цар Андроник II је поставио Михаила на чело похода против севастократора Јована I Дуке у Тесалију. Уз помоћ флоте заузет је град Деметријас, али је епидемија (највероватније маларија) која је беснела у то време убила многе војнике, укључујући и самог Михаила Тарханита. Као резултат тога, Византинци су били приморани да се повуку.
Михаило Тарханиот је био ожењен Маријом, ћерком великог дукса Алексија Дуке Филантропина. Имали су троје деце:
- непознати син који се уздигао у чин протосеваста;
- ћерка удата за Алексија Раула;
- Алексије Филантропин, чувени војсковођа и побуњеник.[8]